# Grande Roue de Paris

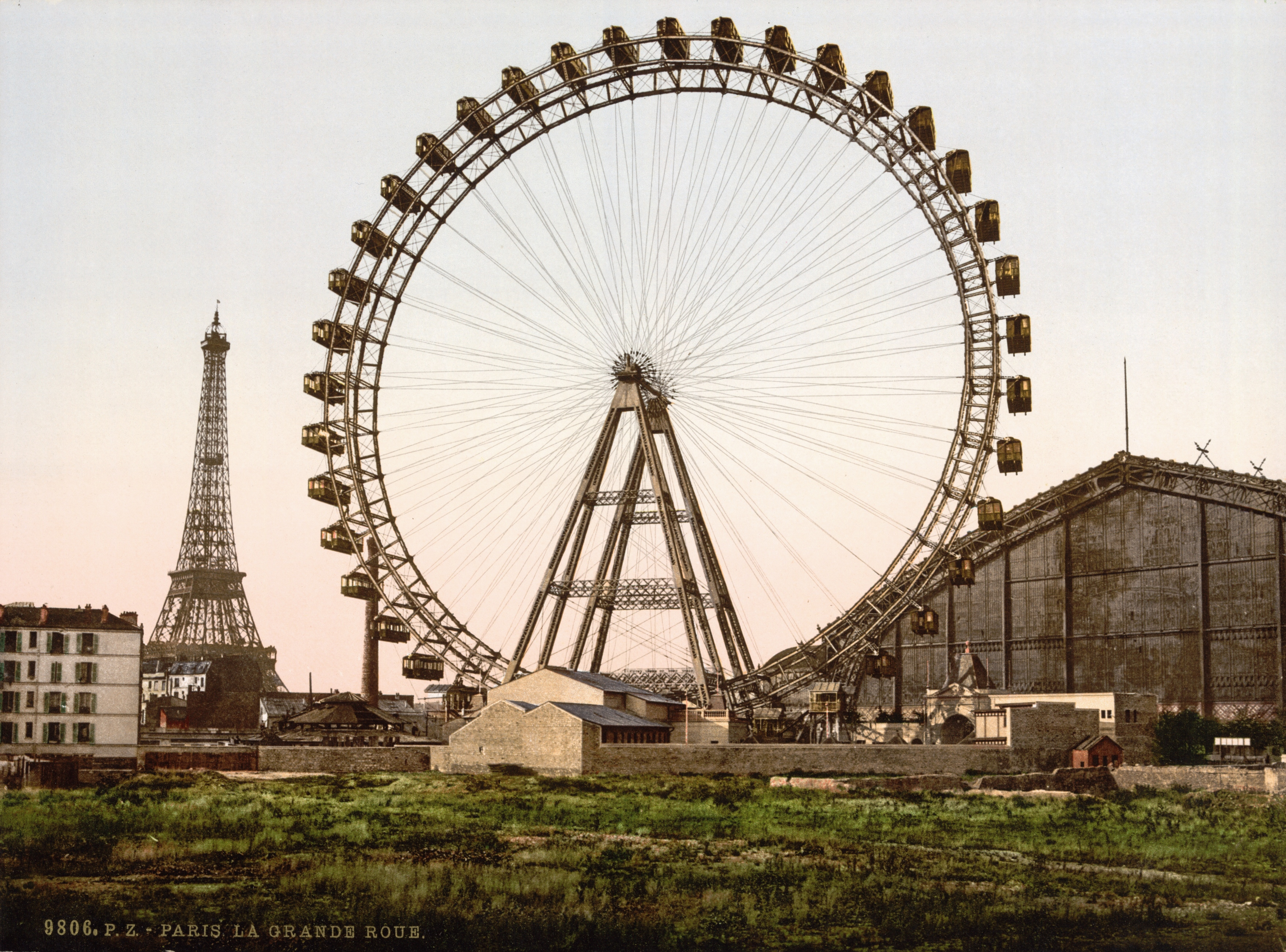
La Grande Roue su una cartolina prima del 1914.

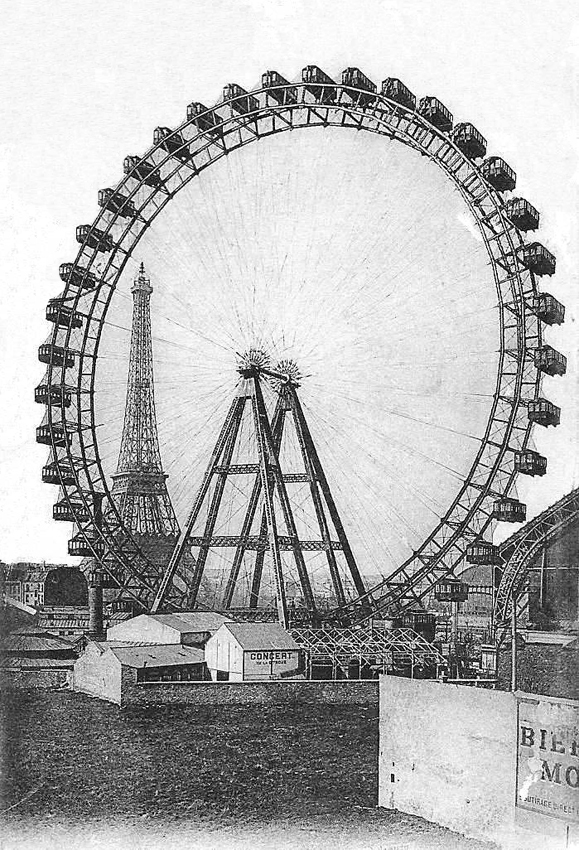
la Grande Roue durante l'esposizione universale del 1900

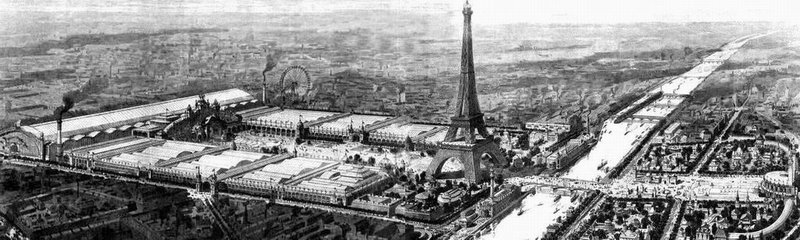
la Grande Roue durante l'esposizione universale del 1900

La Grande Roue de Paris (la grande ruota di Parigi) era una ruota panoramica del diametro di 96 metri. Fu costruita nel 1900 per l'esposizione universale di Parigi, accanto alla Galleria delle Macchine e del Villaggio Svizzero, avenue de Suffren.
Pesava 400 tonnellate ed aveva 40 navicelle a forma di vagoni che potevano trasportare 30 persone. Fu concepita e gestita da una società per azioni inglese: la Paris Gigantic Wheel and Variety Company Ltd ma la sua gestione non arriverà mai all'attivo.
Nel 1920-1922 vengono smontate le navicelle e la grande ruota che vengono utilizzate da straccivendoli per i loro commerci.
La Grand Roue de Paris è stata la più grande ruota al mondo sino agli anni 80.